# Roger Dion
Pour les articles homonymes, voir Dion.
Roger Dion est un géographe et historien français né le 28 octobre 1896 à Argenton-sur-Creuse (Indre) et mort le 19 septembre 1981 à Neuilly-sur-Seine.

## Biographie
Roger Dion naît le 28 octobre 1896 à Argenton-sur-Creuse dans le département de l'Indre, où son père est greffier de justice de paix. Au gré des nominations paternelles, la famille réside 3 ans à Paris où le jeune Roger Dion fréquente en 6e le  Lycée Buffon. En 1907 la famille regagne la province et atterrit à Blois sur les bords de la Loire où Roger Dion effectue la suite de ses études secondaire au Collège Augustin Thierry (aujourd'hui Cité scolaire Robert-Badinter) où il passe son baccalauréat de philosophie en 1913.
Il prépare de 1913 à 1915 au lycée Louis-le-Grand le concours de l'École normale supérieure. Il est mobilisé en 1916. Il entre à l'École normale supérieure en 1919. Après avoir rédigé un diplôme d'études supérieures sur la région naturelle du Val de Loire dans le pays de Blois (1920), il obtient l'agrégation en 1921.
En 1934, il soutient sa thèse sur le Val de Loire. Il est alors nommé à l'université de Lille (Nord) puis, en 1945, à la Sorbonne ; en 1948, il est élu à la chaire de géographie historique au Collège de France, qu'il occupera pendant vingt ans. Il eut plusieurs enfants, dont Denis Dion, Pierre Dion, Rémi Dion, Françoise Dion, devenue Jacquin, et Anne Marie Dion.
Il meurt à l'âge de 84 ans le 19 septembre 1981 à Neuilly-sur-Seine dans le département des Hauts-de-Seine.

## Recherches
Roger Dion a notamment travaillé sur les grands mouvements de longue durée, à l’instar de Fernand Braudel. Ses travaux font l'analyse des interactions entre les sociétés et leur environnement à travers le temps. Il s’intéressait à des sujets variés, allant des frontières de la France, au développement de Paris, jusqu'à l’histoire de la viticulture. Son ouvrage le plus marquant est probablement sa thèse sur Le Val de Loire.
Bien que solitaire dans ses recherches, Roger Dion a laissé un impact durable avec ses analyses dites géo-historiques et son intérêt pour la géographie politique. Le dernier ouvrage publié de son vivant, Aspects politiques de la géographie antique (1977), rassemble ses idées sur l’interaction entre géographie et politique dans l’Antiquité. Malgré sa grande érudition et ses contributions, il n’a jamais été admis à l'Institut, en partie à cause de son statut de géographe non conventionnel. Il a toutefois longuement occupé la chaire de géographie historique au Collège de France, influençant de nombreux géographes comme Maurice Le Lannou. 

## Publications

### Ouvrages
- Le Val de Loire. Étude de géographie régionale, Tours, Arrault, 1933, 752 p. (thèse de doctorat).
- Essai sur la formation du paysage rural français, Tours, Arrault, 1934, 162 p. (réédition, Paris, Flammarion, 1991).
- La part de la géographie et celle de l'histoire dans l'explication de l'habitat rural du Bassin parisien, 1946.
- Les frontières de la France, Paris, Hachette, 1947, 112 p. (réédition, Brionne (Eure), Gérard Montfort, 1979).
- Histoire de la vigne et du vin en France : des origines au XIXesiècle, Paris, Clavreuil, 1959, 770 p. (réédition, Paris, Flammarion, 1991 - réédition, Paris, CNRS, 2010).
- Histoire des levées de la Loire, Paris, 1961, 312 p.
- Aspects politiques de la géographie antique, Paris, 1977.
- Le paysage et la vigne. Essais de géographie historique, Paris, Payot, 1990, 296 p.

### Articles
- « Géographie argentonnaise », in Argenton et son histoire, n° 14, 1997, Cercle d'histoire d'Argenton, Argenton-sur-Creuse.
- « Orléans et l’ancienne navigation de la Loire », Annales de géographie, tome XLVII, 1938, p. 128-154.

## Distinctions
- Croix de guerre 1914–1918 avec citation à l'ordre de la division[6]